# Daptonema longissimecaudatum
Daptonema longissimecaudatum is een rondwormensoort uit de familie van de Xyalidae. De wetenschappelijke naam van de soort is voor het eerst geldig gepubliceerd in 1935 door Kreis.